# Hyalorisia
Genre
Synonymes
- Capulus (Hyalorisia) Dall, 1889[1]

Hyalorisia est un genre de mollusques gastéropodes appartenant à la famille des Capulidae.

## Liste d'espèces
Selon World Register of Marine Species (28 septembre 2017) :
- Hyalorisia galea (Dall, 1889)
- Hyalorisia tosaensis (Otuka, 1939)